# Reuzenpijp
De Reuzenpijp is een premetrotunnel in Antwerpen die wordt gebruikt door tramlijnen 8 en 10. De tunnel gaat grotendeels onder de N12 in de districten Borgerhout en Antwerpen.
De Reuzenpijp bestaat uit twee grotendeels boven elkaar gelegen kokers, waarvan de staduitwaartse koker het diepst ligt. De naam verwijst naar de plaatselijke Reuzenommegang met de Reuskens uit de Borgerhoutse folklore.

## Geschiedenis

### Ruwbouw
In het jaar 1977 werd met de ruwbouw van deze tunnel gestart, maar vanaf 1981 werd dit niet vervolgd, zodat de tunnel er decennia ongebruikt bij lag.

### Afwerking

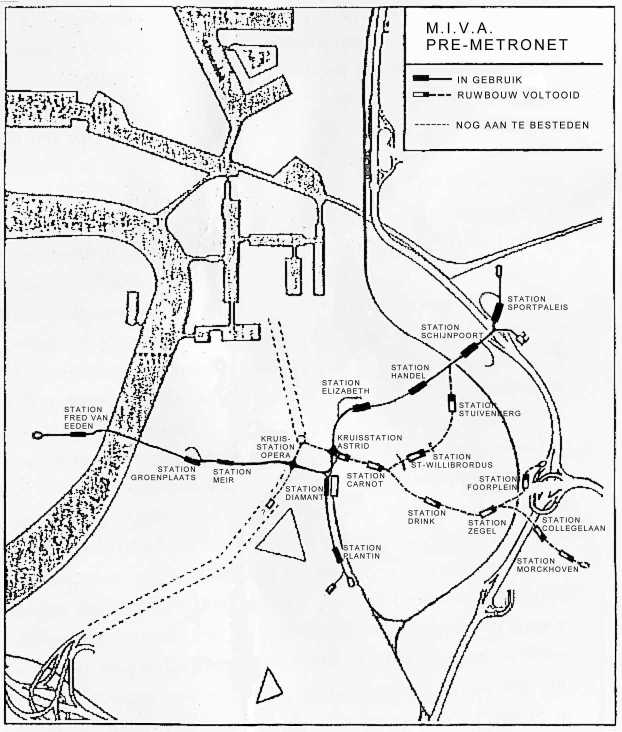
premetrotunnels

In 2008 besloot toenmalig Vlaams minister van Mobiliteit, Kathleen Van Brempt, de slapende metrokoker in gebruik te nemen. De tunnel werd april 2009 eenmalig opengesteld voor bezichtiging door het publiek.
Op 4 maart 2013 werden de werken in de Reuzenpijp opnieuw gestart onder de projectnaam LIVAN I. In 2014 werd de tunnel verder afgewerkt met sporen, bovenleidingen, seininstallaties en noodverlichting. Deze werken werden doorlopend uitgevoerd en hebben twee jaar in beslag genomen. Hierbij is een nog afgesloten deel van het premetrostation Astrid bij het Station Antwerpen-Centraal betrokken en ook het premetrostation Zegel werd geopend. Stations Carnot, Drink, Foorplein, Collegelaan en Morckhoven werden voorlopig nog niet geopend.

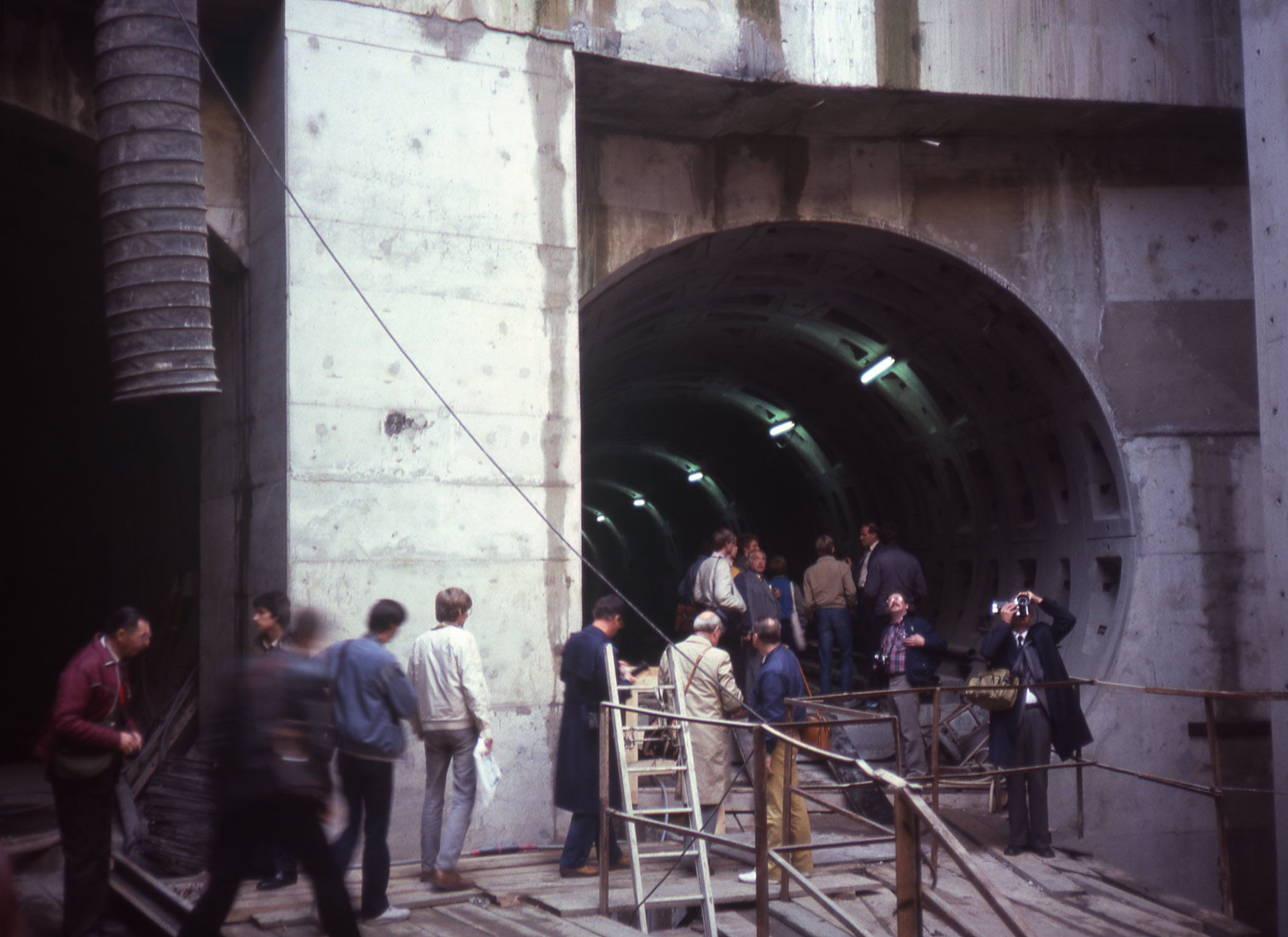
Bouw premetrotunnels

### Ingebruikname
Sinds 18 april 2015 rijdt tramlijn 8 via de Reuzenpijp van het centrum van Antwerpen naar de P+R aan het Rondpunt in Wommelgem. Exact twee jaar later werd ook tramlijn 10 opgewaardeerd tot een premetrolijn, van Astrid naar Wijnegem. Sinds 3 juni 2017 gebruiken beide lijnen een nieuwe tramhelling die bovenkomt op de Leien, zodat de trams vanaf de Turnhoutsebaan kunnen doorrijden naar de Zuiderleien. Sinds 16 september 2017 is ook de helling aan het Foorplein geopend en rijdt tram 10 langs daar de Reuzenpijp in. Tramlijn 8 is vanaf 8 december 2019 weer ingeperkt van Wommelgem tot het premetrostation Astrid met de keerlus onder de Rooseveltplaats als bufferplaats.

## Toekomstplannen

### Afwerking stations Drink en Morckhoven
In het stedelijk bestuursakkoord voor 2019 tot 2024 werd gevraagd de stations Drink en Collegelaan af te werken en te openen.
In juli 2022 gaf de Vlaamse regering toelating voor de aanbesteding van de afwerking tegen 2026 van onder andere twee ongebruikte stations in de Reuzenpijp: Drink en Morckhoven. Station Morckhoven vervangt hier station Collegelaan. 

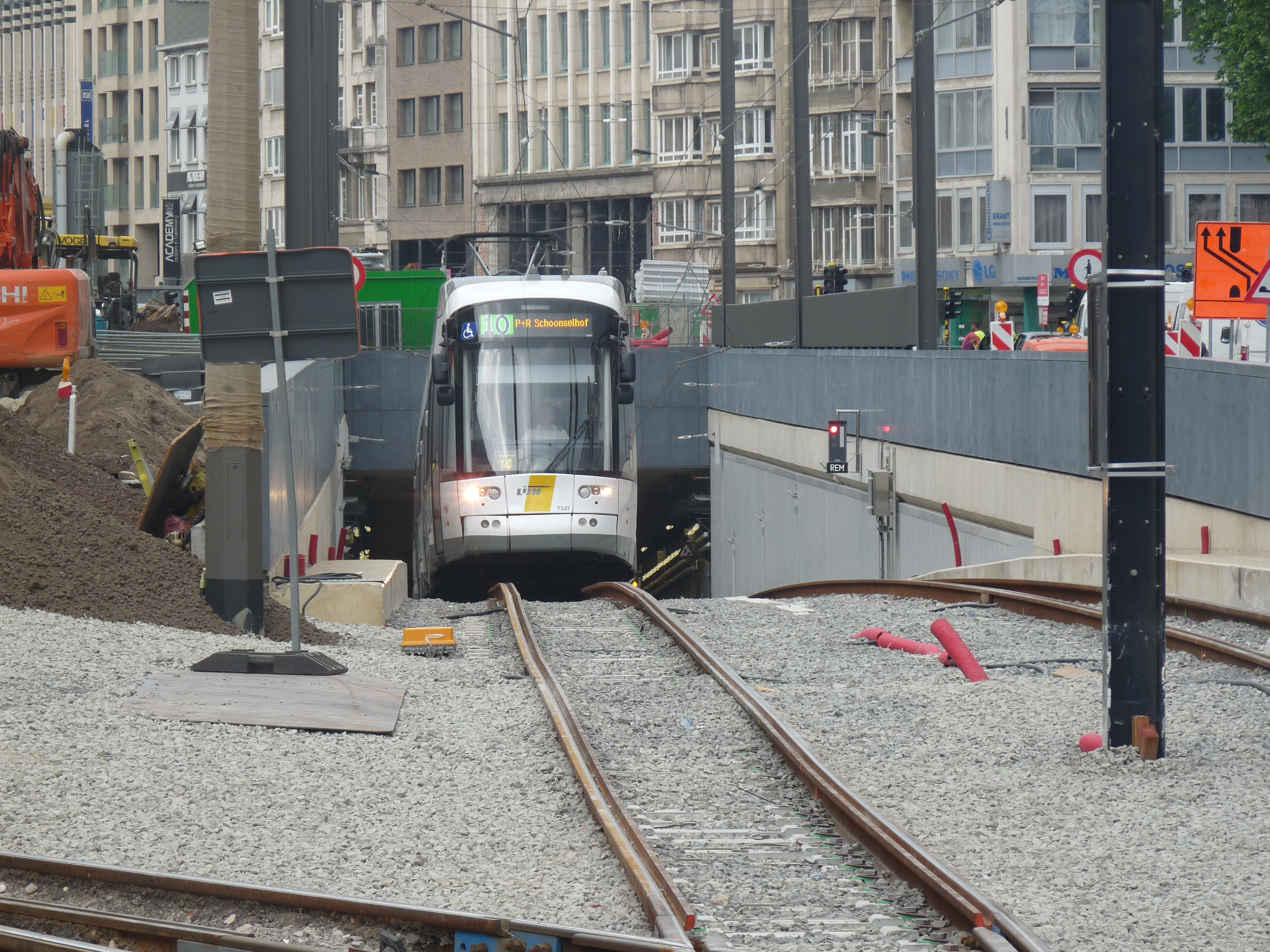
Tramhelling Frankrijklei

 Mogelijk worden in de toekomst de premetrostations Carnot en Foorplein geopend. Voorlopig blijven die echter beperkt tot nooduitgangen.